# Ambiliati

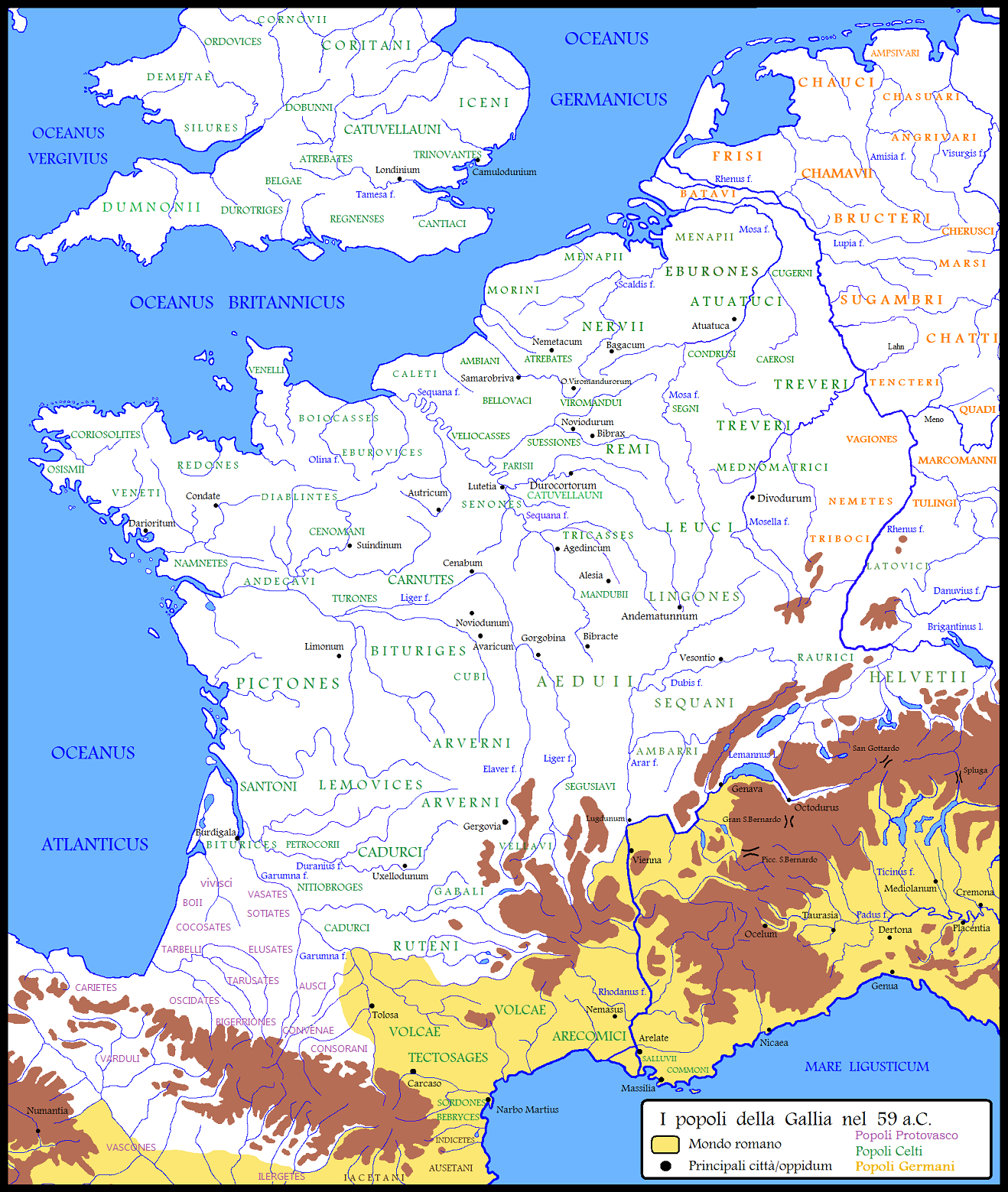
Mappa della Gallia prima della conquista di Cesare nel 59 a.C.

Gli Ambiliati (o Ambiliatri) erano un popolo gallico la cui localizzazione a sud del basso corso della Loira non è stabilita con certezza.

## Menzioni storiche
Durante la campagna gallica di Cesare nel 56 a.C. furono a fianco dei Veneti.
Il loro nome ci è noto da due fonti: Giulio Cesare nel suo De bello Gallico e Plinio il Vecchio nella sua Naturalis Historia:
(Cesare. De bello Gallico, iii, 9.)
(Plinio il Vecchio. Naturalis Historia,  iv, 19.)

## Territorio
José Gomez de Soto stima che il loro territorio ricopriva l'attuale dipartimento della Vandea, salvo gli approdi del marais poitevin, con in aggiunta il sud della Loira Atlantica e del Maine e Loira. Secondo questa ipotesi essi sarebbero stati confinanti dei Pictoni e degli Andecavi e il loro territorio, con la creazione della provincia romana della Gallia Aquitania, sarebbe stato unito alla città pittonia.
Secondo un'ipotesi avanzata da Venceslas Kruta, questo popolo armoricano potrebbe essere assimilato agli Ambibari, anch'essi citati da Cesare, la cui localizzazione è estremamente problematica.

## Fonti
- Venceslas Kruta, Les Celtes - Histoire et dictionnaire. Des origines à la romanisation et au christianisme, Robert Laffont, coll. «Bouquins» ISBN 2-221-05690-6
- Alain Gérard, Les Vendéens des origines à nos jours, centre vendéen des recherches historiques, La Roche-sur-Yon, 2001 ISBN 2-911253-12-4
- José Gomez de Soto, in Jean Combes dir., Histoire du Poitou et des Pays charentais. Clermond-Ferrand: Éditions Gérard Tisserand, 2001, p 90 ISBN 2-84494-084-6
- Cesare. De bello Gallico,  iii, 9.(LA)  (su Vicifons) o in  traduzione italiana (archiviato dall'url originale il 3 marzo 2008).
- Plinio il Vecchio. Naturalis Historia.  Testo.(LA)  su LacusCurtius o su  Perseus.(EN)

## Popoli confinanti
Osismi ~ Lessovi ~ Namneti ~ Morini ~ Diablinti ~ Menapi ~ Pictoni ~ Santoni